# Первый парень (фильм, 1986)
«Первый парень» — советский двухсерийный художественный фильм, снятый в 1986 году на киностудии «Мосфильм» режиссёром Аркадием Сиренко по заказу Гостелерадио СССР.

## Сюжет
Фильм рассказывает о молодом агрономе Викторе Ножове, который уходит из преуспевающего колхоза и начинает работать в отсталом колхозе родной деревни. Сначала односельчане считали Виктора выскочкой, от чего он получил от односельчан непонимание. Постепенно мнение односельчан начало меняться, когда Ножов начинает налаживать работу колхоза.

## В ролях
- Борис Невзоров — Виктор Егорович Ножов
- Светлана Рябова — Людмила, жена Виктора
- Всеволод Санаев — Иван Иванович, директор совхоза
- Сергей Гармаш — Коля Губин, тракторист
- Николай Лавров — инструктор райкома
- Владимир Кашпур — Фёдор Капитонович Фомин
- Юрий Дубровин — Григорий Иванович
- Александр Пашутин — Анатолий Сергеевич, оператор
- Владимир Богин — Станислав Сергеевич Молодцов, руководитель студенческого отряда
- Эдуард Бочаров — Семён Петрович, бригадир
- Юрий Назаров — Павел Степанович, агроном
- Джамбул Худайбергенов — инженер
- Раиса Рязанова — заведующая
- Николай Волков — парторг
- Виктор Уральский — звеньевой